# Alquízar
Alquízar är en ort i Kuba.   Den ligger i provinsen Artemisa, i den västra delen av landet, 40 km sydväst om huvudstaden Havanna. Alquízar ligger 21 meter över havet och antalet invånare är 15 275.
Terrängen runt Alquízar är platt, och sluttar söderut. Runt Alquízar är det ganska tätbefolkat, med 139 invånare per kvadratkilometer. Närmaste större samhälle är Güira de Melena, 7,9 km öster om Alquízar. Omgivningarna runt Alquízar är en mosaik av jordbruksmark och naturlig växtlighet.